# Liste der Baudenkmäler in Wurmannsquick
Auf dieser Seite sind die Baudenkmäler in dem niederbayerischen Markt Wurmannsquick zusammengestellt. Diese Tabelle ist eine Teilliste der Liste der Baudenkmäler in Bayern. Grundlage ist die Bayerische Denkmalliste, die auf Basis des Bayerischen Denkmalschutzgesetzes vom 1. Oktober 1973 erstmals erstellt wurde und seither durch das Bayerische Landesamt für Denkmalpflege geführt wird. Die folgenden Angaben ersetzen nicht die rechtsverbindliche Auskunft der Denkmalschutzbehörde.

## Baudenkmäler nach Ortsteilen

### Wurmannsquick
| Lage                                      | Objekt                              | Beschreibung | Akten-Nr.     | Bild |
| ----------------------------------------- | ----------------------------------- | --- | ------------- | --- |
| Hirschhorner Straße 3 (Standort)          | Schulgebäude                        | zweigeschossiger Ziegelbau in neuromanischem Stil mit Backsteingliederung und flachem Walmdach, wohl vom Architekten der Pfarrkirche, um 1885                                     | D-2-77-153-2  | BW |
| Lindwurmstraße 1 (Standort)               | Kleinbauernhaus                     | an zwei Seiten zweigeschossiger Blockbau (die Straßenseite verputzt), die beiden anderen Außenwände aus Ziegel, Mitte 19. Jahrhundert                                             | D-2-77-153-34 | BW |
| Marktplatz (Standort)                     | Kriegerdenkmal                      | Haustein mit Skulptur eines Fahnenträgers, nach 1918 | D-2-77-153-5  | BW |
| Marktplatz 29 (Standort)                  | Ehemaliges Rathaus                  | Schmalbau mit neugotischer Verzierung und Dacherker, Erdgeschoss als tonnengewölbte Durchfahrt mit Stichkappen, 18./19. Jahrhundert, Fassade wohl letztes Viertel 19. Jahrhundert | D-2-77-153-3  | BW |
| Marktplatz 36 (Standort)                  | Wohn- und Geschäftshaus             | dreigeschossig mit flachem Walmdach und hofseitigem überdachten Balkon, um 1860                                                                                                   | D-2-77-153-35 | BW |
| Öttinger Straße (Bürgerfeld) (Standort)   | Wegkapelle                          | offener Massivbau mit Satteldach, wohl zweite Hälfte 19. Jahrhundert | D-2-77-153-6  | [[Vorlage:Bilderwunsch/code!/C:48.348287,12.786887!/D:Öttinger Straße (Bürgerfeld), Wegkapelle!/\|BW]]    |
| Sankt-Andreas-Weg 1 (Standort)            | Katholische Pfarrkirche St. Andreas | Wandpfeilersaal mit eingezogenem, gewestetem Chor und Ostturm, Ziegelbau in neuromanischen Formen, 1878–81; mit Ausstattung                                                       | D-2-77-153-1  | Katholische Pfarrkirche St. Andreas                                                                       |
| Kühdoblholz (östlich der B 20) (Standort) | Gedenkkreuz                         | für Frieda Hausenberger, Steingusskreuz mit Bronze-Kruzifix und Bronze-Madonna, über mehrstufigem Sockelbau, mit Inschrift, 1914                                                  | D-2-77-153-37 | [[Vorlage:Bilderwunsch/code!/C:48.354707,12.802734!/D:Kühdoblholz (östlich der B 20), Gedenkkreuz!/\|BW]] |

### Dersch
| Lage                | Objekt     | Beschreibung                                                                     | Akten-Nr.    | Bild |
| ------------------- | ---------- | -------------------------------------------------------------------------------- | ------------ | ---- |
| Dersch 1 (Standort) | Hofkapelle | rechteckiger Satteldachbau, spätes 19. / frühes 20. Jahrhundert; mit Ausstattung | D-2-77-153-8 | BW   |

### Dirnaich
| Lage                  | Objekt                            | Beschreibung                                                                           | Akten-Nr.    | Bild |
| --------------------- | --------------------------------- | -------------------------------------------------------------------------------------- | ------------ | ---- |
| Dirnaich 1 (Standort) | Wohnstallhaus eines Vierseithofes | mit Blockbau-Obergeschoss und flach geneigtem Satteldach, im Kern Ende 18. Jahrhundert | D-2-77-153-9 | BW   |

### Egelsberg
| Lage                   | Objekt           | Beschreibung                                                     | Akten-Nr.     | Bild |
| ---------------------- | ---------------- | ---------------------------------------------------------------- | ------------- | ---- |
| Egelsberg 4 (Standort) | Zugehörig Stadel | an der Ostseite mehrfarbige Backsteingliederung, bezeichnet 1910 | D-2-77-153-10 | BW   |

### Grasensee
| Lage                          | Objekt                                | Beschreibung | Akten-Nr.     | Bild |
| ----------------------------- | ------------------------------------- | --- | ------------- | ---- |
| Kolomann Straße 16 (Standort) | Katholische Filialkirche St. Kolomann | einschiffiger unverputzter Backsteinbau, im Kern zweite Hälfte 15. Jahrhundert, im Langhaus und Chor bezeichnet 1522; mit Ausstattung; auf freiem Feld gelegen | D-2-77-153-12 | BW   |

### Haid
| Lage              | Objekt     | Beschreibung                                                                                           | Akten-Nr.     | Bild |
| ----------------- | ---------- | --- | ------------- | ---- |
| Haid 1 (Standort) | Hofkapelle | offener Backsteinbau mit dreiseitigem Schluss und Giebelreiter, Mitte 19. Jahrhundert; mit Ausstattung | D-2-77-153-14 | BW   |

### Hinterloh
| Lage                   | Objekt                            | Beschreibung | Akten-Nr.     | Bild |
| ---------------------- | --------------------------------- | --- | ------------- | ---- |
| Hinterloh 1 (Standort) | Wohnstallhaus eines Vierseithofes | mit Blockbau-Obergeschoss, Stallteil mit Bundwerküberbau (Heuboden), bezeichnet 1840; Bundwerkstadel, zweitennig, mit Gitterbundwerk und geziegelten Giebelseiten, Mitte 19. Jahrhundert; Traidkasten, mit teilweise gemauertem Erdgeschoss und Blockbau-Obergeschoss, Mitte 19. Jahrhundert, Dach später | D-2-77-153-17 | BW   |

### Hirschhorn
| Lage                     | Objekt                                                       | Beschreibung                                                                                                   | Akten-Nr.     | Bild                                 |
| ------------------------ | ------------------------------------------------------------ | --- | ------------- | ------------------------------------ |
| Kirchenberg 2 (Standort) | Ehemaliges Stall- und Wirtschaftsgebäude des alten Pfarrhofs | lang gestreckter Blankziegelbau mit Satteldach, um 1860                                                        | D-2-77-153-36 | BW                                   |
| Kirchenberg 6 (Standort) | Katholische Pfarrkirche St. Rupertus                         | Backsteinbau mit eingezogenem Chor und Westturm, im Kern 15. Jahrhundert, 1880/85 umgestaltet; mit Ausstattung | D-2-77-153-18 | Katholische Pfarrkirche St. Rupertus |

### Höllbruck
| Lage                   | Objekt          | Beschreibung | Akten-Nr.     | Bild |
| ---------------------- | --------------- | --- | ------------- | ---- |
| Höllbruck 5 (Standort) | Ehemalige Mühle | mit Blockbau-Obergeschoss, Giebelschroten und flach geneigtem Satteldach sowie Bemalung, bezeichnet 1785, geschnitzte Haustür, bezeichnet 1845 | D-2-77-153-20 | BW   |

### Kreuzhäusl
| Lage                       | Objekt     | Beschreibung                                                                                   | Akten-Nr.     | Bild |
| -------------------------- | ---------- | ---------------------------------------------------------------------------------------------- | ------------- | ---- |
| Nähe Kreuzhäusl (Standort) | Wegkapelle | Satteldachbau mit dreiseitigem Schluss, Putzgliederung und Giebelreiter, Mitte 19. Jahrhundert | D-2-77-153-21 | BW   |

### Martinskirchen
| Lage                         | Objekt                              | Beschreibung | Akten-Nr.     | Bild |
| ---------------------------- | ----------------------------------- | --- | ------------- | ---- |
| Kreuzbergstraße 7 (Standort) | Katholische Filialkirche St. Martin | einschiffiger spätgotischer Bau mit kaum eingezogenem Chor und mächtigem Blankziegel-Turm auf der Südseite, zweite Hälfte 15. Jahrhundert; mit Ausstattung; Friedhofsmauer, 18. Jahrhundert | D-2-77-153-22 | BW   |

### Oberleitenbach
| Lage                        | Objekt                           | Beschreibung | Akten-Nr.     | Bild |
| --------------------------- | -------------------------------- | --- | ------------- | ---- |
| Oberleitenbach 3 (Standort) | Wohnstallhaus eines Vierseithofs | unverputzter Backsteinbau mit flach geneigtem Satteldach, um 1840; Nordostflügel mit Traidkasten im Blockbau-Obergeschoss, gleichzeitig | D-2-77-153-24 | BW   |

### Rigl
| Lage                  | Objekt                          | Beschreibung | Akten-Nr.     | Bild |
| --------------------- | ------------------------------- | --- | ------------- | ---- |
| Hauswiesen (Standort) | Historische Kapellenausstattung | neubarocker Altaraufsatz, um 1900; in modernem Kapellenbau                                                              | D-2-77-153-26 | BW   |
| Rigl 5 (Standort)     | Wohnstallhaus                   | Rottaler Bauernhaus mit Blockbau-Obergeschoss, zwei Giebelschroten und flach geneigtem Satteldach, Ende 18. Jahrhundert | D-2-77-153-25 | BW   |

### Rogglfing
| Lage                     | Objekt                                    | Beschreibung | Akten-Nr.     | Bild                                      |
| ------------------------ | ----------------------------------------- | --- | ------------- | ----------------------------------------- |
| Dorfstraße 14 (Standort) | Katholische Pfarrkirche Mariä Himmelfahrt | einschiffiger spätgotischer Bau mit leicht eingezogenem Chor und Turm an der Südseite, zweite Hälfte 15. Jahrhundert, Langhaus 1884 verlängert; mit Ausstattung | D-2-77-153-27 | Katholische Pfarrkirche Mariä Himmelfahrt |
| Dorfstraße 15 (Standort) | Pfarrhaus                                 | zweigeschossiger Massivbau mit Putzgliederung und Krüppelwalmdach, bezeichnet 1906                                                                              | D-2-77-153-28 | BW                                        |
| Dorfstraße 31 (Standort) | Wohnstallhaus eines Dreiseithofs          | mit Blockbau-Obergeschoss und Traufschrot, Mitte 19. Jahrhundert, Dach später                                                                                   | D-2-77-153-29 | BW                                        |

### Steinbach
| Lage                   | Objekt                        | Beschreibung                                                   | Akten-Nr.     | Bild |
| ---------------------- | ----------------------------- | -------------------------------------------------------------- | ------------- | ---- |
| Steinbach 2 (Standort) | Zugehörig Ständerbohlenstadel | mit flach geneigtem Satteldach, bezeichnet 1789                | D-2-77-153-31 | BW   |
| Steinbach 3 (Standort) | Zugehörig Ständerbohlenstadel | mit flach geneigtem Satteldach, erstes Drittel 19. Jahrhundert | D-2-77-153-30 | BW   |

### Straßhäuser
| Lage                     | Objekt     | Beschreibung                                               | Akten-Nr.     | Bild |
| ------------------------ | ---------- | ---------------------------------------------------------- | ------------- | ---- |
| Straßhäuser 3 (Standort) | Wegkapelle | kleiner Massivbau mit Putzgliederung, Ende 18. Jahrhundert | D-2-77-153-33 | BW   |

## Ehemalige Baudenkmäler
In diesem Abschnitt sind Objekte aufgeführt, die früher einmal in der Denkmalliste eingetragen waren, jetzt aber nicht mehr. Objekte, die in anderem Zusammenhang also z. B. als Teil eines Baudenkmals weiter eingetragen sind, sollen hier nicht aufgeführt werden. Aktennummern in diesem Abschnitt sind ehemalige, jetzt nicht mehr gültige Aktennummern.

| Lage                               | Objekt                            | Beschreibung | Akten-Nr.            | Bild |
| ---------------------------------- | --------------------------------- | --- | -------------------- | ---- |
| Guggenberg Guggenberg 1 (Standort) | Wohnstallhaus eines Vierseithofes | mit Blockbau-Obergeschoss, Mitte 19. Jahrhundert, Dach nachträglich in Firstrichtung gedreht; Remise, geziegeltes Erdgeschoss mit Arkadenöffnungen, darüber Ständerbohlen-Obergeschoss, Mitte 19. Jahrhundert | nicht mehr vorhanden | BW   |